# Повернутися до лісу
Повернутися до лісу (англ. Back to the Woods) — американська короткометражна кінокомедія режисера Хела Роача 1919 року.

## У ролях
- Гарольд Ллойд — мільйонер
- Снуб Поллард — його камердинер
- Бібі Данієлс — Джин
- Артур Хаусман
- Бад Джеймісон
- Марія Москвіні
- Т. Хендерсон Мюррей